# Cyrto-hypnum brachythecium
Cyrto-hypnum brachythecium är en bladmossart som först beskrevs av Georg Ernst Ludwig Hampe och Paul Pablo Günther Lorentz, och fick sitt nu gällande namn av Georg Ernst Ludwig Hampe och Paul Pablo Günther Lorentz 1869. Cyrto-hypnum brachythecium ingår i släktet Cyrto-hypnum och familjen Thuidiaceae. Inga underarter finns listade i Catalogue of Life.